# Ponderinella tornatica
Ponderinella tornatica is een slakkensoort uit de familie van de Tornidae. De wetenschappelijke naam van de soort werd in 1995 voor het eerst geldig gepubliceerd door Robert Moolenbeek en Henk Hoenselaar.